# Gilbert Elliot-Murray-Kynynmound (noble)
Gilbert John Elliot-Murray-Kynynmound (Londres, 9 de julio de 1845-Minto, Roxburghshire, 1 de marzo de 1914) fue un político británico, gobernador General de Canadá y virrey de la India.

## Biografía
Tras estudiar en el Eton College y en el Trinity College de Cambridge, se unió a la Guardia Escocesa en 1867. En 1874, trabajando como corresponsal de prensa, fue testigo de las operaciones Carlistas en España. En 1877 sirvió junto al ejército turco en su guerra contra Rusia; y junto a Lord Roberts en la segunda guerra anglo-afgana (1878-1879). 
Trabajó como secretario privado de Lord Roberts durante su misión sobre Ciudad del Cabo en 1881, y estaba con el ejército que ocupó Egipto en 1882, promoviendo de esa forma su carrera militar y su experiencia en la administración colonial. Fue secretario militar de Lord Lansdowne durante el mandato de este como Gobernador General de Canadá entre 1883 y 1885, y vivió en Canadá con su esposa, Mary Caroline Grey, hermana de Lord Grey, gobernador General entre 1904 y 1911, con quien se había casado en el Reino Unido en 1883.
Durante su primer periodo de estancia en Canadá, creó la fuerza de voluntarios con el fin de ayudar al ejército británico en su campaña en Sudán en 1884. También trabajó como jefe de departamento del General Middleton en la Rebelión de Saskatchewan de 1885. Cuando se le ofreció comandar la Policía Montada del Noroeste, decidió, sin embargo, proseguir su carrera política en el Reino Unido, pero sus aspiraciones se vieron truncadas en las elecciones generales de 1886. A partir de ese momento, se dedicó a la creación de un cuerpo de voluntarios en el Reino Unido, organizando un regimiento auxiliar de voluntarios en tiempos de paz dentro del ejército británico.

## Gobernador General de Canadá
Después de ser reconocido en 1891 con el título de Conde, Lord Minto fue nombrado Gobernador General de Canadá en el verano de 1898.
El periodo en el que Lord Minto ejerció el cargo estuvo marcado por un fuerte crecimiento económico acompañado de un masivo movimiento migratorio hacia la colonia. Las relaciones con los Estados Unidos fueron tensas debido a disputas fronterizas y algunas relacionadas con la pesca.
En septiembre de 1901, tras la muerte de la Reina Victoria, los duques de Cornualles y York (quienes llegarían a ser el rey Jorge V y su esposa, la reina María) visitaron Canadá, y viajaron con Lady Minto a la zona oeste del país.
Lord Minto, como sus predecesores, viajó a lo largo de todo el territorio, desde Quebec, hasta Ontario o el Oeste de Canadá, hasta el final de su mandato en 1904.

## Virrey de la India
En 1905, tras la renuncia de Lord Curzon de Kedleston, Lord Minto fue nombrado Virrey y Gobernador General de la India, hasta 1910. En este puesto, siguió los pasos marcados por su bisabuelo, el primer Lord Minto.
Cuando John Morley, siendo Secretario de Estado para la India escribió a Lord Minto exponiéndole que "Las reformas puede que no salven al Raj, pero si no lo hacen, nada lo hará", Minto le respondió:
...cuando asegura que "si las reformas no salvan al Raj nada lo hará", siento estar totalmente en desacuerdo. El Raj no desaparecerá de la India en tanto que lo británicos sigan siendo como son, porque podemos luchar por el Raj más fuerte de lo que hemos luchado nunca, y ganaremos como hemos ganado siempre.

## Legado
Por sus logros a lo largo de toda su vida, fue nombrado Caballero de la Jarretera.
Lord Minto falleció el 1 de marzo de 1914, en Minto, en el condado de Roxburgh (Escocia).